# Orthosia ferrigera
Orthosia ferrigera är en nordamerikansk fjärilsart som beskrevs av Smith 1894. Arten ingår i släktet Orthosia och familjen nattflyn. Den förekommer främst i ekskog utmed amerikanska Stillahavskusten från Vancouver Island och söderut till gränstrakten av Los Angeles. Den förekommer huvudsakligen utmed kusten men uppträder även i norra Sierra Nevada.